# Chondronotulus bengalensis
Chondronotulus bengalensis är en insektsart som först beskrevs av Henri Saussure 1888.  Chondronotulus bengalensis ingår i släktet Chondronotulus och familjen gräshoppor. Inga underarter finns listade i Catalogue of Life.